# Collimonas pratensis
Collimonas pratensis es una especie de  bacteria gramnegativa del género Collimonas. Fue descrita en el año 2008. Su etimología hace referencia a prado. Es aerobia. Forma colonias pequeñas, blanquecinas, tras 2 días de incubación en agar TSB. Catalasa y oxidasa positivas. Se ha aislado de praderas en los Países Bajos.